# إيفان رايان
إيفان مورين رايان (بالإنجليزية: Evan Maureen Ryan)‏ هي سياسية أمريكية من الحزب الديمقراطي ولدت في سنة 1971 في مدينة ألكسندريا في ولاية فيرجينيا. أكملت دراسة السياسة الخارجية في جامعة جونز هوبكينز. اختارها الرئيس الأمريكي جو بايدن لمنصب أمينة إدارة البيت الأبيض وسبق لها شغل منصب نائبة وزير التعليم والشؤون الثقافية من سنة 2013 إلى سنة 2017 في إدارة باراك أوباما. هي متزوجة من وزير الخارجية الأمريكي الحالي أنتوني بلينكن ولها ابنين منه.